# لورا ويد
لورا ويد (بالإنجليزية: Laura Wade)‏ هي كاتِبة بريطانية، ولدت في 16 أكتوبر 1977 في بيدفورد في المملكة المتحدة.

## وصلات خارجية
- لورا ويد على موقع IMDb (الإنجليزية)
- لورا ويد على موقع قاعدة بيانات الفيلم (الإنجليزية)